# アイドルはウーニャニャの件
「アイドルはウーニャニャの件」（アイドルはウーニャニャのけん）は、日本の女性アイドルグループAKB48およびその姉妹グループ（AKB48グループ）のメンバーで結成されたアイドルユニット・ニャーKB with ツチノコパンダの楽曲。楽曲は秋元康により作詞・音楽プロデュース、菊谷知樹により作曲されている。2015年4月8日にユニットデビューシングルとしてエイベックス・ピクチャーズ（FRAME）から発売された。

## 背景とリリース
かねてより、テレビ東京系アニメ『妖怪ウォッチ』内でAKB48のパロディとして、アイドルグループ「ニャーKB48」が登場していた。初出は第2話「なんでそれ言っちゃうの!?」（2014年1月15日放送）において、妖怪・バクロ婆に取り憑かれたジバニャンが「ガチファン」であることを自ら暴露した事で、以来作中でこの設定が確立した。
「ニャーKB with ツチノコパンダ」は同作とのタイアップとしてAKB48グループのメンバーにより実現化したものである。2014年12月16日、TOKYO DOME CITY HALLで行われた『第4回AKB48紅白対抗歌合戦』において結成が発表され、楽曲が初披露された。この発表段階では曲タイトルは未定であったが、『妖怪ウォッチ』アニメ第51話「妖怪 ツチノコパンダ」（作中のニャーKBメンバーと妖怪・ツチノコパンダが共演するあらすじ）が放送された2015年1月9日より同作のエンディングテーマとなった。楽曲の振付はラッキィ池田。
楽曲はミュージック・ビデオ、振りビデオとともに、2016年1月20日発売のアルバム『妖怪ウォッチ ミュージックベスト 〜ファーストシーズン〜』にも収録されている。のち、アニメの原作であるゲームシリーズ（後述）にも、楽曲に合わせて操作するリズムゲームとして収録されている。

## 音楽性
楽曲はキャッチーなポップチューンであるが、アイドルのスキャンダルやネット炎上など、歌詞の内容はハードなものとなっている。アイドルと普通の女の子の間で苦悩する実際のアイドルの心が表されており、島崎遥香によると「結構当てはまる」。

## メディアでの使用
- テレビ東京系アニメ『妖怪ウォッチ』エンディングテーマ（第51話 - 第67話）
  - 『妖怪ウォッチ』『妖怪ウォッチ!』『妖怪ウォッチ♪』内 挿入歌
- ニンテンドー3DSゲームソフト『妖怪ウォッチ3 スシ/テンプラ/スキヤキ』（レベルファイブ）
- Wii Uゲームソフト『妖怪ウォッチダンス JUST DANCE スペシャルバージョン』（ユービーアイソフト）
- iOS・Android用アプリ『妖怪ウォッチ ゲラポリズム』 （レベルファイブ）

## ニャーKB with ツチノコパンダ
ニャーKB with ツチノコパンダ（ニャーケービー ウィズ ツチノコパンダ）は、AKB48グループのメンバーにより結成された7人組のアイドルユニット。島崎遥香、松井珠理奈と宮脇咲良の3人が「トリプルセンター」を務めた。
作中設定に準じて黒の猫耳を付け、四つ葉のクローバーの付いた王冠とツチノコパンダの妖怪メダルをあしらった衣装となっている。
メンバー固定のユニットであるが、2015年6月27日に生放送された『音楽の日』の際には、松井と宮脇の代役としてAKB48の大島涼花と谷口めぐがそれぞれ出演した。
なお、2022年時点で全員AKBグループは卒業しているが、アニメ『妖怪ウォッチ♪』内で楽曲は使用されている。

### メンバー
所属グループは発売当時。
| 名前       | よみ            | 生年月日              | 所属グループ | 卒業年 |
| ---------- | --------------- | --------------------- | ------------ | ------ |
| 島崎遥香   | しまざき はるか | 1994年3月30日（30歳） | AKB48        | 2016年 |
| 松井珠理奈 | まつい じゅりな | 1997年3月8日（28歳）  | SKE48 AKB48  | 2021年 |
| 宮脇咲良   | みやわき さくら | 1998年3月19日（26歳） | HKT48 AKB48  | 2021年 |
| 川栄李奈   | かわえい りな   | 1995年2月12日（30歳） | AKB48        | 2015年 |
| 木﨑ゆりあ | きざき ゆりあ   | 1996年2月11日（29歳） | AKB48        | 2017年 |
| 加藤玲奈   | かとう れな     | 1997年7月10日（27歳） | AKB48        | 2022年 |
| 小嶋真子   | こじま まこ     | 1997年5月30日（27歳） | AKB48        | 2019年 |

## シングル収録トラック

### 「ニャーKB with ツチノコパンダ」アニメジャケ仕様
| 全作曲・編曲: 菊谷知樹。 |                                                      |           |            |      |
| #                        | タイトル                                             | 作詞      | 作曲・編曲 | 時間 |
| 1.                       | 「アイドルはウーニャニャの件」                       | 秋元康    | 菊谷知樹   | 3:55 |
| 2.                       | 「不幸中の幸い少女」                                 | 秋元康    | 菊谷知樹   | 4:21 |
| 3.                       | 「アイドルはウーニャニャの件」(オリジナル・カラオケ) |           | 菊谷知樹   | 3:55 |
| 4.                       | 「不幸中の幸い少女」(オリジナル・カラオケ)           |           | 菊谷知樹   | 4:19 |
| 合計時間:                | 合計時間:                                            | 合計時間: | 16:31      |      |

| #  | タイトル | 作詞 | 作曲・編曲 | 監督               |
| -- | --- | ---- | ---------- | ------------------ |
| 1. | 「アイドルはウーニャニャの件」(ミュージックビデオ)                                                                                                |      |            | 池田一真、畳谷哲也 |
| 2. | 「アイドルはウーニャニャの件」(振りビデオ) |      |            |                    |
| 3. | 「テレビアニメ「妖怪ウォッチ」エンディング曲（2015年1月 - ）「アイドルはウーニャニャの件」」(ニャーKB with ツチノコパンダ ノンテロップバージョン) |      |            |                    |

### ニャーKBメンバー実写ジャケ仕様
| 全作曲・編曲: 菊谷知樹。 |                                                      |           |            |      |
| #                        | タイトル                                             | 作詞      | 作曲・編曲 | 時間 |
| 1.                       | 「アイドルはウーニャニャの件」                       | 秋元康    | 菊谷知樹   | 3:55 |
| 2.                       | 「不幸中の幸い少女」                                 | 秋元康    | 菊谷知樹   | 4:21 |
| 3.                       | 「アイドルはウーニャニャの件」(オリジナル・カラオケ) |           | 菊谷知樹   | 3:55 |
| 4.                       | 「不幸中の幸い少女」(オリジナル・カラオケ)           |           | 菊谷知樹   | 4:19 |
| 合計時間:                | 合計時間:                                            | 合計時間: | 16:31      |      |

| #  | タイトル                                           | 作詞 | 作曲・編曲 | 監督               |
| -- | -------------------------------------------------- | ---- | ---------- | ------------------ |
| 1. | 「アイドルはウーニャニャの件」(ミュージックビデオ) |      |            | 池田一真、畳谷哲也 |
| 2. | 「アイドルはウーニャニャの件」(振りビデオ)         |      |            |                    |
| 3. | 「アイドルはウーニャニャの件」(メイキングビデオ)   |      |            |                    |

### アニメ&実写混合ジャケット仕様
| 全作曲・編曲: 菊谷知樹。 |                                                      |           |            |      |
| #                        | タイトル                                             | 作詞      | 作曲・編曲 | 時間 |
| 1.                       | 「アイドルはウーニャニャの件」                       | 秋元康    | 菊谷知樹   | 3:55 |
| 2.                       | 「不幸中の幸い少女」                                 | 秋元康    | 菊谷知樹   | 4:21 |
| 3.                       | 「アイドルはウーニャニャの件」(オリジナル・カラオケ) |           | 菊谷知樹   | 3:55 |
| 4.                       | 「不幸中の幸い少女」(オリジナル・カラオケ)           |           | 菊谷知樹   | 4:19 |
| 合計時間:                | 合計時間:                                            | 合計時間: | 16:31      |      |